# Donačka gora
Donačka gora [donáčka gôra], tudi Rogaška gora (882 mnv), je gora v vzhodnem delu Slovenije in predstavlja zadnje odrastke Karavank, ki se zaključijo z Ivanjščico in Ravno goro na Hrvaškem. Gora ima tri vrhove, od katerih je srednji najvišji, na njem stoji križ, vzhodni meri 875 m, zahodni pa 844 m. Preko srednjega in vzhodnega vrha je speljana markirana planinska pot.
Donačka gora se iz gričevij ob vznožju strmo dvigne v kratek in oster greben različne višine. Greben je zelo razgleden in je zato priljubljena izletniška točka, predvsem za bližnjo Rogaško Slatino in Rogatec. Starejše ohranjeno ime Rogaška gora ali Rogač je verjetno nastalo iz oblike gore, kot je vidna iz Rogaške Slatine – ostro kamnito sleme, ki kaže z zahodne strani obliko roga. Novejše ime je dobila po Cerkvi sv. Donata, zgrajeni med letoma 1720 in 1730, ki leži na južnem obronku gore na nadmorski višini 511 m.

## Značilnosti
Gora je na grebenu zgrajena iz apnencev in kremenovih peščenjakov, podnožje pa sestavljajo mehke terciarne kamnine, pretežno lapor. Poraščena je pretežno z bukovim gozdom. Od živali pa najdemo srnjad, divje prašiče, gamse in najrazličnejše ptice.
V podnožju Donačke gore se nahaja okoli 40 opuščenih kamnolomov kremenovega peščenjaka, ki so ga v preteklih stoletjih uporabljali pri gradnji hiš (portali, stopnice), kapel in za izdelavo kipov, iz njega pa so izdelovali tudi bruse, kar je bila pomembna dejavnost še v prejšnjem stoletju. Po letu 1956 je ta dejavnost zamrla.

## Naravni rezervat
Na severni strani Donačke gore, na nadmorski višini 600–884 m, je ohranjen bukov gozd s pragozdnim značajem. Pragozd je zavarovan od leta 1965 in obsega 27,78 ha veliko površino. Je nahajališče ogrožene rastline Juvanov netresk (Sempervivum juvanii), ki uspeva na skalnih stenah prisojne strani gore in je v Sloveniji edino znano nahajališče. Tu uspeva tudi ogroženi Hoppejev klinček (Dianthus hoppei). Poleg navedenih pa najdemo tudi divji klinček, dišeči žebnik in hrvaško peruniko ter mnoge druge rastline.

## Arheologija in zgodovina
V naseljih pod Donačko goro so številne arheološke najdbe, ki pričajo o stari naselitvi: kamnite sekire in drugo orodje iz mlajše kamene dobe, bronasto sekiro iz okoli leta 1000 pr. n. št., keltske novce in drugo. Na terasi pod vrhom Donačke gore so odkrili del poznoantične nekropole s sarkofagi. Donačko goro so Rimljani imenovali Mons Claudii po znanem vojskovodji. Tam, kjer danes stoji križ, je stal tempelj sonca.
Kasneje je na vrhu stala lesena cerkvica sv. Donata, ki je pogorela leta 1741, ko je vanjo udarila strela. Pri tem je umrlo 59 ljudi. Vrh je v času turških vpadov služil kot straža, z njega so s kresovi opozarjali na nevarnost.

## Planinske poti
Ernst Hilarius Frölich je pred več kot 150 leti na Donačko goro nadelal prvo označeno planinsko pot v Sloveniji. Dostopov na goro je več:
- iz Narapelj
- iz Žetal (Pot Jožeta Žetalskega, urejena leta 1975)
- iz Stoperc (po Stoperški poti)
- iz Rogatca, od koder pripelje asfaltirana cesta do Rudijevega doma (590 nmv)  – 6 km, na sedlu med Ženčajem in Donačko goro.

Od Rudijevega doma vodi planinska pot v ključih po območju pragozda na greben in vrh z 10 m visokim križem, ki je bil prvič postavljen leta 1934, leta 1952 razstreljen in leta 1992 obnovljen. Hoje je za okoli eno uro. Pot se preko grebena nadaljuje bodisi proti Maceljski gori ali pa se s pomočjo nekaj jeklenic po zavarovani poti vrne nazaj k planinskemu domu.